# Consobrinomia
Consobrinomia elegans
Famille
Genre
Espèce
Consobrinomia est un  genre éteint d'éponges calcaires ayant vécu au Cénomanien (Crétacé supérieur). 
Le genre forme sa propre famille et ne comporte qu'une seule espèce décrite, C. elegans, de l'Italie, et des Îles du Frioul en France.